# 王恢 (游击将军)
王恢（？—？），琅邪临沂（今山东省临沂市）人，东晋中外大都督、太傅、丞相、始兴文献公王导的玄孙，东晋丹杨尹、始兴郡公王混的孙子，东晋中领军、侍中、左户尚书、始兴郡公王嘏的长子。

## 生平
王嘏死后，王恢承袭为始兴郡公，义熙末年，官至游击将军。刘裕接受禅让后，王恢被降封为始兴县公，食邑一千户，供奉祭祀王导。
王恢的弟弟王偃娶宋武帝次女吴兴长公主刘荣男，刘荣男经常把王偃裸体绑在庭院的树上，有时晚上下雪，王偃咬紧牙关挨冻很久，王恢推门进王偃家大骂刘荣男，王偃才得以豁免。